# Nathalie Rheims
Pour les articles homonymes, voir Rheims.
Nathalie Rheims, née le 25 avril 1959 à Neuilly-sur-Seine, est une écrivain et productrice française.

## Biographie

### Famille
Nathalie Rheims est issue d'une famille juive alsacienne par son père : elle est la petite-fille du général Léon Rheims, la fille de Maurice Rheims, commissaire-priseur et académicien. Sa mère, Lili Krahmer, demi-sœur de David de Rothschild, l'a abandonnée quand elle avait 15 ans. Elle a un frère, Louis, mort à 33 ans et pour qui elle a écrit son premier roman, L'Un pour l’autre, en 1999. Elle a également une sœur, la photographe Bettina Rheims,.
Son premier mari est l'auteur-compositeur Frédéric Botton,. Elle épouse en secondes noces Léo Scheer en 1989, puis devient quelques années plus tard la compagne du réalisateur et producteur de cinéma Claude Berri.
Elle est apparentée par sa mère à la famille Rothschild, descendante à la fois par son arrière-grand-père (branche dite « von Worms ») et par son arrière-grand-mère (branche dite « de Naples ») du banquier Mayer Amschel Rothschild (1744-1812), fondateur de la dynastie. De plus, sa grand-mère maternelle, Alix Schey de Koromla, avait épousé en secondes noces le baron Guy de Rothschild.
Elle est par ailleurs la filleule de l'acteur Yul Brynner.

### Carrière
Nathalie Rheims commence sa carrière artistique comme comédienne de théâtre. En 1976, tout juste âgée de 17 ans, elle entre au conservatoire de la rue Blanche. Elle se produit sur les planches dans La Mante polaire de Serge Rezvani, mis en scène par Jorge Lavelli, avec Maria Casarès dans le rôle-titre en 1977 au théâtre de la Ville. Pendant sept ans, soit jusqu’en 1983, Nathalie Rheims poursuit sa carrière d’actrice en alternant théâtre et téléfilms. De 1981 à 1985, elle est également journaliste pour le magazine Elle. En 1982, sort son premier 45 tours Asphalte. En tant que chanteuse, elle prend comme pseudonyme Alix, le prénom de sa grand-mère maternelle. Suivent quatre autres 45 tours, tous écrits par son mari de l'époque, Frédéric Botton,. Celui-ci lui écrit sept chansons au total. La dernière, Big Bang Song !, est la chanson utilisée par le parc à thème Big Bang Schtroumpf. C'est également à cette période que le trio Nathalie Rheims, Frédéric Botton et Jean-Daniel Mercier écrit six des sept titres qui composent l'album Number One du Paradis latin,,,. En 1985, Nathalie Rheims devient productrice, d'abord pour TV6 dirigée par son futur mari Léo Scheer, première version de M6, puis pour France 2, en produisant avec Léo Scheer l'émission sur l'art Haute curiosité présentée par Claude Sérillon et Maurice Rheims.
En 1999, Nathalie Rheims publie son premier roman, L’un pour l’autre (édition Galilée) récompensé par le prix du Gai Savoir. En 2000, elle publie aux éditions Flammarion Lettre d’une amoureuse morte. Puis se succèdent Les Fleurs du silence et L’Ange de la dernière heure en 2001 et 2002. Toujours en 2002, Nathalie Rheims, coproduit le film Une femme de ménage. En 2003, elle offre au public un nouveau roman, cette fois-ci aux éditions Léo Scheer, intitulé Lumière invisible à mes yeux. Le Rêve de Balthus, Le Cercle de Megiddo et L'Ombre des autres paraissent en septembre 2004, 2005 et 2006, et la font entrer dans les listes des meilleures ventes.
Compagne depuis 1998 et collaboratrice du producteur-réalisateur Claude Berri, elle crée avec lui la société de production cinéma Hirsch production et s'implique, au titre de producteur associé, dans les films, L'un reste, l'autre part, Les Enfants, Le Démon de midi, La Maison du bonheur, Ensemble, c'est tout, La Graine et le Mulet, Bienvenue chez les Ch'tis.
À la demande de Claude Berri, elle écrit le titre L'un part, l'autre reste interprété par Charlotte Gainsbourg. La bande originale du film, album composé et arrangé par André Manoukian et Frédéric Botton. Ce titre est repris en 2009 par Sylvie Vartan et gravé sur plusieurs albums de la chanteuse.
En 2007, Nathalie Rheims publie son neuvième livre Journal intime, roman. Son huitième roman, L'Ombre des autres, devait être porté à l’écran, avec Mylène Farmer dans le rôle principal, mais le projet a été abandonné à la suite de la mort de Claude Berri.
En 2008, paraît son dixième roman, Le Chemin des sortilèges.
En 2015, paraît son roman autobiographique, Place Colette, avec pour sous-titre Détournement de majeur, narrant son histoire d'amour, à l'âge de 14 ans, avec un comédien dont elle tait le nom, de trente ans son aîné.
Puis paraissent successivement Le père Lachaise, jardin des ombres (2014) et La mémoire des squares chez Michel Lafon (2016), Ma vie sans moi (Leo Scheer, 2017), Des reins et des cœurs (Leo Scheer, 2019), Roman (Leo Scheer, 2020), Danger en rive (Leo Scheer, 2021).

## Filmographie

### Actrice
- 1976 : Un mari, c'est un mari de Serge Friedman[15] (cinéma)
- 1979 : La Belle Époque de Gaston Couté écrit et réalisé par Philippe Pilard (télévision)
- 1979 : L'Hôtel du libre échange de Georges Feydeau, réalisation Guy Séligmann : une fille de Mathieu (télévision)
- 1979 : Médecins de nuit de Pierre Lary, épisode : Henri Gillot, retraité (série télévisée) : Josiane (télévision)[16]

### Productrice
- 2011 : Mon père est femme de ménage de Saphia Azzeddine

### Productrice associée
- 2002 : Une femme de ménage de Claude Berri
- 2003 : Les Sentiments de Noémie Lvovsky
- 2005 : Les Enfants de Christian Vincent
- 2005 : Le Démon de midi de Marie-Pascale Osterrieth
- 2006 : La maison du bonheur de Dany Boon
- 2007 : La Graine et le Mulet de Abdellatif Kechiche
- 2007 : Ensemble, c'est tout de Claude Berri
- 2009 : Trésor de Claude Berri

## Discographie
45 tours (interprète sous le pseudonyme Alix)
- 1982 : Asphalte
- 1983 : Et si les étoiles… de Frédéric Botton
- 1984 : Expérience inconnue de Frédéric Botton
- 1984 : Voix "Off" de Frédéric Botton et Roland Romanelli
- 1989 : Bing Bang Song de Frédéric Botton

## Distinctions

### Décoration
- Chevalier de la Légion d'honneur, 2012[17]
- Officier de l'ordre des Arts et des Lettres Elle est promue au grade d’officier le 10 février 2016[18].